# Engelot
Engelot – duńska złota moneta wzorowana na angielskim angelu.
Pierwsze engeloty zaczęto bić w 1584 roku. Zawierały 5,031 gramów czystego złota i wyceniane były na 2 i 1/2 duńskiego talara lub 10 duńskich marek.

## Literatura
- Zbigniew Żabiński, Rozwój systemów pieniężnych w Europie zachodniej i północnej, Zakład Narodowy Imienia Ossolińskich - Wydawnictwo, Wrocław 1989, ISBN 83-04-02992-8